# 清代名人传略
《清代名人传略》（英語：或）原为1943年至1944年美国政府出版局出版的两卷本清代人物传记辞典。该书由美国汉学家、时任美国国会图书馆亚洲部主任恒慕义主编，胡适作序，房兆楹、杜联喆夫妇等几十位东西方学者共同参与编写。书中收录800余位清代人物传记，填补了西方汉学研究的空白。2018年重新出版，用汉语拼音取代原先的威妥玛拼音。

## 历史

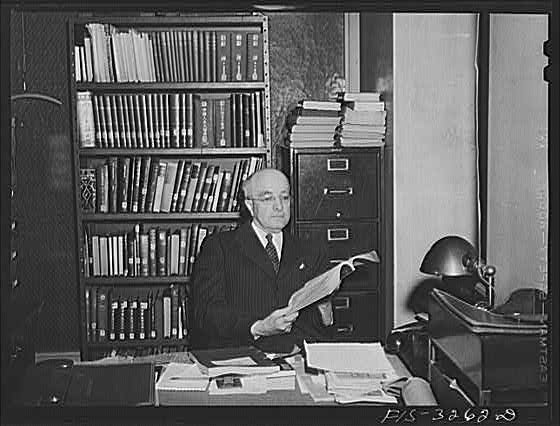
1943年版《清代名人传略》主编恒慕义

1934年，美国国会图书馆与美国学术团体理事会共同发起编纂《清代名人传略》并推举恒慕义担任主编。该项目获得了洛克菲勒基金会的资金支持。50余位东西方学者参与了辞典的编纂工作，其中包括恒慕义、金守拙、费正清、韦慕庭、毕乃德、傅路特、德效骞、福开森、卫德明等西方汉学家，房兆楹、杜联喆、邓嗣禹、李曼瑰、楊汝金、齐思和、裘开明、冯家昇、韩寿萱、任泰、曾勉、王重民、胡适等中国学者，以及百濑弘、沼田鞆雄、坂卷骏三等日本学者。书中共为800余位清代人物立传，每篇传记都包含人物姓名、字号、出生年月、籍贯、主要事迹以及篇末注释，并采用威妥玛拼音作为汉字转写方案。该书的编纂得益于美国国会图书馆丰富的中文藏书与西文资料。在编纂过程中，工作人员查阅了1100多卷正史，并做了数百卷笔记。由于西方汉学的不同视角以及美国国会图书馆的独特资源，该书在立传的人物、传记内容的编排等方面与中国传记史籍有所不同，例如其中收录了东渡日本的陈元赟、逃亡俄国并被彼得大帝封为亲王的根特木等中国传记中通常不载的人物。
《清代名人传略》于1943年至1944年分两卷本正式出版。胡适在为该书所作的序言中评价道“目前还没有其他同类的著作（包括中文的著作在内）能像它那样内容丰富、叙述客观并且用途广泛”、“它是今天可以看到的一部最翔实、最好的近三百年中国史”。费正清则称其是“独一无二的最重要的外国论述近代中国的著作”、“既是中外合作的产物，又是美国汉学研究的胜利”。《清代名人传略》的出版也为后来包华德主编的《中华民国人物传记辞典》（Biographical Dictionary of Republican China）和富路特、房兆楹主编的《明代名人传》（Dictionary of Ming Biography）两部同类传记辞典的编纂树立了榜样。
1990年，中国人民大学清史研究所翻译的《清代名人传略》中译本由青海人民出版社出版，共分上、中、下三册。台湾南天书局则于1991年影印出版了《清代名人传略》英文版。2018年，美国汉学家、达特茅斯学院历史学教授柯娇燕主持重新出版了《清代名人传略》英文版，将原先的威妥玛拼音改为更适合当代读者的汉语拼音。